# Pinguicula filifolia
Pinguicula filifolia este o specie de plante carnivore din genul Pinguicula, familia Lentibulariaceae, ordinul Lamiales, descrisă de John Wright și August Heinrich Rudolf Grisebach. Conform Catalogue of Life specia Pinguicula filifolia nu are subspecii cunoscute.

## Galerie

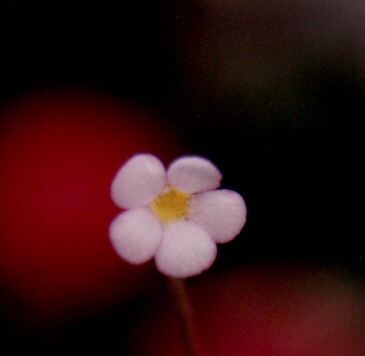
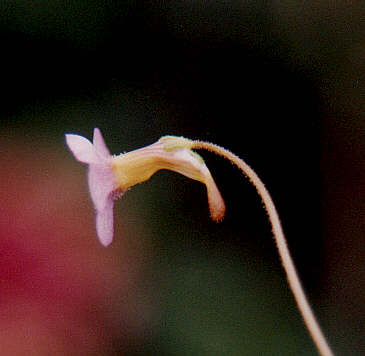